# Totila (Schiff)
Die Totila war ein deutsches Frachtschiff, das im Zweiten Weltkrieg versenkt wurde. Bei ihrem Untergang kamen nach verschiedenen Quellen 4.000 bis 5.000 Menschen ums Leben.

## Geschichte
Das Frachtschiff mit dieselelektrischem Antrieb wurde 1941 zunächst von der Sowjetunion bei der Werft Ganz Danubius im ungarischen Újpest in Auftrag gegeben. Der Name dieses größten bis dahin von der Werft gebauten Schiffstyps sollte ursprünglich Sevastopol lauten. Auf Grund des Kriegsverlauf übernahm Ungarn das unfertige Schiff auf dem Helgen, das zum Stapellauf 1942 in Magyar Vitéz umbenannt wurde. 1942 kam das Schiff für die Reederei Magyar Kereskedelmi Tengerhajózási aus Budapest in Fahrt.
Im Jahr darauf übernahm das Deutsche Reich das Schiff und betrieb es als Totila weiter, wobei es dem Reichskommissar für die Seeschifffahrt bzw. der Schwarzmeer-Schiffahrts-GmbH und später der Mittelmeer-Reederei unterstellt wurde. Die Namensgebung bezog sich auf den Ostgotenkönig Totila. 
Am 8. Mai 1944 wurde die Totila zusammen mit ihrem Schwesterschiff Teja und weiteren Einheiten vom Hafen Constanța an der rumänischen Schwarzmeerküste zur eingeschlossenen Festung Sewastopol entsandt, um an deren Evakuierung mitzuwirken. In den Morgenstunden des 10. Mai nahm sie mehrere tausend Personen – in der Mehrzahl Soldaten – an Bord und trat die Rückfahrt nach Constanța an. Am frühen Nachmittag wurde das Schiff von sowjetischen Flugzeugen mit Bomben angegriffen und versenkt. Nur wenige der an Bord befindlichen Personen konnten von anderen Fahrzeugen geborgen werden; zwischen 4.000 und 5.000 Menschen kamen ums Leben.
Das Wrack der Totila wurde im Mai 2013 vom Forschungsschiff Nikolaev entdeckt.